# Kessai Note
Kessai Hesa Note (ur. 1950 w Ailinglapalap) – prezydent Wysp Marshalla w latach 2000–2008. Był pierwszym prezydentem, który nie pochodził z grona wodzów i tradycyjnej arystokracji.
Edukację uzyskał w Papui-Nowej Gwinei.
W 2023 roku, w związku z oskarżeniami o korupcję, został objęty zakazem wjazdu do Stanów Zjednoczonych.